# Francisco Pastor Bautista
Francisco Pastor Bautista (Alcalá de Henares, Madrid, 6 de enero de 1994), conocido deportivamente como Fran Pastor, es un exfutbolista español. Se desempeñaba como delantero.

## Trayectoria
Fran Pastor se formó en la cantera del Real Madrid durante 11 temporadas. En la temporada 2012/13 forma parte del Real Madrid C y más tarde, sería cedido por el club blanco durante dos temporadas consecutivas al SD Compostela y Marino de Luanco de la Segunda División B en el que jugó 20 partidos y anotó 3 goles.
En 2015, rescinde su contrato con el club madridista y se convertiría en un trotamundos de la Segunda División B española, formando parte de los equipos de CD Guijuelo en los que jugó 15 partidos y anotó 3 goles, UD Almería B, UD Logroñés, CD Vitoria y Unión Deportiva San Sebastián de los Reyes.
En verano de 2019, se compromete con la Real Sociedad Deportiva Alcalá de la Tercera División de España.
En enero de 2020, se compromete con el Club Real Potosí de la Primera División de Bolivia.
El 2 de febrero de 2020, anotaría su primer gol en las filas del Club Real Potosí en una victoria por dos goles a uno frente a Club Real Santa Cruz. Fran saldría en la segunda parte y anotaría el tanto de la victoria suponiendo los primeros tres puntos en liga.
El 4 de enero de 2021, firma por el The Strongest de la Primera División de Bolivia y también para jugar la Copa Libertadores.
En julio de 2021, el jugador firma por el Club Real Potosí de la Primera División de Bolivia.
En 2022 el jugador confirma su retiro del fútbol debido a problemas de salud.

## Selección nacional
Pastor jugó en las categorías inferiores de la selección madrileña y la selección española de fútbol sub-16 y sub-17. Fue nombrado como el mejor Jugador de Europa Sub-16 el 2009 en un torneo disputado en Francia. Actualmente no milita para la selección.[cita requerida]

## Clubes
| Club                                       | País    | Años      |
| ------------------------------------------ | ------- | --------- |
| Real Madrid C                              | España  | 2012-2015 |
| SD Compostela (cedido)                     | España  | 2013-2014 |
| Marino de Luanco (cedido)                  | España  | 2014-2015 |
| CD Guijuelo                                | España  | 2015      |
| UD Almería B                               | España  | 2015-2016 |
| UD Logroñés                                | España  | 2016-2017 |
| CD Vitoria                                 | España  | 2017-2018 |
| Unión Deportiva San Sebastián de los Reyes | España  | 2018-2019 |
| Real Sociedad Deportiva Alcalá             | España  | 2019      |
| Real Potosí                                | Bolivia | 2020      |
| The Strongest                              | Bolivia | 2021      |
| Real Potosí                                | Bolivia | 2021      |